# Trịnh Trân (nhà Thanh)
Trịnh Trân (chữ Hán: 郑珍, 1806 – 1864), tên tự là Tử Doãn, vãn hiệu Sài Ông, biệt hiệu Tử Ngọ sơn hài, Ngũ Xích đạo nhân, Thư Đồng đình trưởng, người huyện Tuân Nghĩa, Quý Châu, là quan viên, học giả Kinh học, nhà thơ theo trường phái Tống thi, nhà giáo dục cuối đời Thanh. Ông cùng đồng môn Mạc Hữu Chi được ca ngợi là Tây nam cự nho hay thạc nho . Nhà nghiên cứu thơ Tiền Trọng Liên xếp Trịnh Trân vào nhóm 10 nhà thơ tiêu biểu cuối đời nhà Thanh trong lịch sử Trung Quốc.

## Thân thế
Tổ tiên của Trịnh Trân là người Giang Tây. Ông sinh ra dưới chân núi Ngọc Khánh, Hà Lương Trang, Thiên Vượng Lý thuộc Tây Hương (nay là tổ Hà Trung, thôn Kim Chung, trấn Áp Khê), trong một gia đình có truyền thống nho học và y học. Mẹ Trịnh Trân là người Đông Hương, được Thanh sử cảo đánh giá là tấm gương liệt nữ đương thời , con gái thứ ba của Lê An Lý, người được Thanh sử cảo đánh giá là tấm gương hiếu nghĩa đương thời.

## Học nghiệp
Trân lên 5 tuổi thì được ông nội Trịnh Trọng Kiều dạy nhận mặt chữ, sau đó theo cha Trịnh Văn Thanh đọc sách; lên 11 tuổi được đưa vào trường tư thục; lên 12 tuổi được đọc sách ở Tuân Nghĩa Tương Xuyên thư viện. Trân dốc sức nghiên cứu tứ thư, ngũ kinh, nắm hết chư tử bách gia; tính tình trở nên trì trọng, vô cùng ham thích đọc sách. Vì thế mẹ ông lấy làm lạ; đến năm Trân lên 14 tuổi, bà bèn bỏ hết ruộng vườn, dọn nhà sang Nghiêu Loan của Nhạc An Lý thuộc Đông Hương (nay là thôn Sa Than, hương Vũ Môn, trấn Tân Chu), ở gần nhà bên ngoại, để Trân bái cậu là Lê Tuân làm thầy. Lê Tuân trữ sách rất nhiều, không tiếc đem ra cho Trân học tập; mỗi khi đến nhà cậu, ông liền tay không rời án, áo không cởi đai, từ sớm đến chiều, chăm chỉ học tập. (Về sau Tuân xét Trân đã thành tài, bèn gả con gái cho ông.)
Năm Đạo Quang thứ 5 (1825), Hộ bộ thị lang Trình Ân Trạch làm Đốc biện Quý Châu học chánh, qua sàng lọc đã chọn Trân làm Cống sanh. Trình Ân Trạch là học giả Kinh học và là lãnh tụ của phong trào vận động Tống thi đương thời; vì thế dạy Trân vài việc:
- đọc sách đời Tam Đại, Lưỡng Hán – tức là trước tác của Hứa Thận, Trịnh Huyền,...
- lấy Doãn Đạo Chân [5] làm gương mẫu – nhân đó đặt cho ông tên tự là Tử Doãn.
- tập luyện Tống thi.

Sau 2 năm, Trân quay về Tuân Nghĩa, bái Mạc Dữ Trù làm thầy, tiếp tục nghiên cứu Kinh học và rèn luyện Tống thi, nhân đó kết bạn thân thiết với con trai Dữ Trù là Mạc Hữu Chi.

## Sự nghiệp
Năm thứ 8 (1828), Trân giành Tú tài, nhưng nhiều lần lên kinh tham gia thi Hội đều không trúng. Năm thứ 18 (1838), Trân nhận lời mời của Tri phủ Bình Hàn, cùng Mạc Hữu Chi biên soạn Tuân Nghĩa phủ chí; việc này kéo dài đến 3 năm, sau đó, Trân tiếp tục thi Hội 3 lần nữa, đều không thành công. Theo lệ Trân được xét Đại thao nhị đẳng, bổ nhiệm giáo chức .
Năm thứ 24 (1844), Trận nhiệm chức Cổ Châu thính học huấn đạo (nay là huyện Dong Giang), Lệ Ba huyện học giáo dụ, kế đó làm Trấn Viễn phủ học Đại lý huấn đạo và Lệ Ba huyện học huấn đạo, mỗi nơi đều không đầy năm. Sau đó Trân quay về Tuân Nghĩa, đảm nhiệm việc giảng dạy ở các thư viện Khải Tú, Tương Xuyên, bồi dưỡng nên một thế hệ nhân tài là bọn Trịnh Tri Đồng , Lê Thứ Xương , Mạc Đình Chi .
Năm Hàm Phong thứ 5 (1855), Trân soái quân giữ thành, chống lại quân khởi nghĩa người Miêu xâm phạm Lệ Ba. Năm Đồng Trị thứ 2 (1863), nhờ đại học sĩ Kỳ Tuyển Tảo tiến cử, Trân được triều đình phát đặc chỉ, bổ dụng làm tri huyện ở Giang Tô, nhưng ông từ tạ không nhận. Năm thứ 3 (1864), Trân bệnh mất, hưởng thọ 59 tuổi, được chôn cất ở núi Tử Ngọ thuộc Vũ Môn Hương.

## Thành tựu
Trân và Mạc Hữu Chi được ca ngợi là hai bậc cự nho của góc tây nam Trung Quốc cuối đời Thanh . Năm 1930, địa cấp thị Tuân Nghĩa xây dựng Trịnh Mạc từ trong khuôn viên trường trung học số 11 để kỷ niệm 2 người Trịnh – Mạc; hiện nay là đơn vị văn vật được bảo hộ cấp thị .

### Nghiên cứu Kinh học

#### Quan điểm học thuật
Trân đi theo Trình Ân Trạch nghiên cứu Kinh học, bắt đầu truy tìm nguồn gốc của chữ viết và tiếng nói của Hán tộc, còn tìm hiểu kiến trúc, phục trang đời xưa. Đương thời học giả xem trọng khảo cứ, Trân kế thừa quan điểm ấy; ông thật sự cầu thị, không lập riêng một phái, không a dua mọi người. Sau đó Trân theo Mạc Dữ Trù du ngoạn, gặp gỡ nhiều bậc tông sư, mở mang kiến thức. Trân nghiên cứu rất sâu về Tam lễ (Nghi lễ, Chu lễ, Lễ ký), cho rằng: “Tiểu học  có 3 đề tài: hình, thanh, nghĩa. Hình là phần chính của văn thể Tam Đại, xem tại Thuyết văn . Còn ở hoa văn trên chung đỉnh các đời  và Hãn giản, Cổ văn tứ thanh vận  thu được chữ lạ, thì không thể biết hết được, phần lớn cũng là ngụy tạo, không hợp Lục thư, không thể lấy làm thường. Thanh thì có Âm học ngũ thư của Côn Sơn Cố thị , suy chứng cổ âm, đáng tin có chứng cứ, sáng tỏ xua mông muội, trở nên ông tổ trăm đời không đổi. Nghĩa thì có tự điển , tự điển vận âm , từ điển  nhiều như mây bể; còn muốn thông hiểu kinh huấn , chớ trông cả vào Thuyết văn chú của Đoạn Ngọc Tài , Nhĩ nhã sơ của Thiệu Tấn Hàm, Hác Ý Hành  với Quảng nhã sơ chứng của Vương Niệm Tôn . Sâu sắc rộng rãi, vượt qua xưa cũ, ấy là tác dụng hoàn chỉnh của tiểu học.” Đây là Trịnh Trân bày tỏ thái độ vừa ủng hộ đối với trào lưu phục cổ nổi lên ở miền nam Trung Quốc vào thời Càn Long, Gia Khánh, vừa e ngại nó trở nên nệ cổ.

#### Tác phẩm
- Sào Kinh sào tập Kinh thuyết, 1 quyển; hiện còn 1 quyển, xem tại đây
- Nghi lễ tư tiên, 8 quyển; hiện còn 3 quyển, xem tại đây
- Luân dư tư tiên, 2 quyển; hiện còn 2 quyển, xem tại đây
- Phù thị vi chung đồ thuyết, 1 quyển; hiện còn chưa đến 1 quyển, xem tại đây
- Thân thuộc ký, 1 quyển; hiện còn 1 quyển, xem tại đây
- Thuyết văn dật tự, 2 quyển, còn có Phụ lục, 1 quyển; hiện còn 2 quyển, xem tại đây
- Thuyết văn tân phụ khảo, 6 quyển; hiện còn 3 quyển, xem tại đây
- Hãn giản tiên chánh, 8 quyển; hiện còn 6 quyển, xem tại đây
- Thâm y khảo; không rõ
- Lão tử chú; không rõ
- Tập luận ngữ tam thập thất gia chú; không rõ
- Thuyết văn đại chỉ; không rõ
- Thuyết văn hài âm; không rõ
- Chuyển chú khảo; không rõ
- Thích danh chứng độc; không rõ
- Thuyết lệ; không rõ

#### Nhận xét
Lý Từ Minh: “Kinh thuyết của Tử Doãn tuy chỉ có 1 quyển, mà cô đọng sâu sắc, nhiều điều hay lạ.” 
Mạc Hữu Chi: “Tử Doãn bình sanh trước thuật, kinh huấn thứ nhất, văn bút thứ nhì, thi ca thứ ba. Nhưng chỉ có thơ là dễ thấy tài, sợ rằng ngày sau lưu truyền, sẽ áp chế hai môn kia.”

### Biên soạn địa chí
Trân với Mạc Hữu Chi biên soạn Tuân Nghĩa phủ chí, gồm thâu tài liệu chính thống (đồ thư, địa chí ) và dã sử, tìm hiểu cặn kẽ, giữ nghiêm văn thể, mất đến 3 năm, hoàn thành 48 quyển, hơn 80 vạn chữ, (hiện còn không đầy đủ, xem tại đây) được Lương Khải Siêu ca ngợi là “thiên hạ phủ chí đệ nhất” .
Ngoài ra Trân còn trước tác:
- Trịnh học lục, 2 quyển; xem tại đây
- Lệ Ba huyện chí cảo; không rõ
- Thế hệ nhất tuyến đồ; không rõ

### Sáng tác văn học
Trân xuất thân bần hàn, vì thế ông phản ánh hình ảnh của tầng lớp lao động rất chân thật và bình dị trong thơ của mình. VD: Bộ sài hành (Hành bắt sói), Lục nguyệt nhị thập thần vũ đại hàng (Sáng ngày 20 tháng 6 trời trút mưa lớn), Giả Hải Duyên xưởng tam thủ (bộ 3 bài về xưởng (đúc) Giả Hải Duyên) miêu tả nỗi vất vả trong hoạt động sản xuất; Tửu Điếm Áp tức sự (Chuyện xảy ra ở Tửu Điếm Áp), Kinh tử ai (Xót người chết vì treo cổ) miêu tả hành vi bóc lột tàn nhẫn của quan lại phong kiến; còn có những bài miêu tả cảnh sắc non sông tươi đẹp, tâm tình vui thú điền viên như Nhàn thiếu (Tuổi trẻ nhàn hạ), Bạch Thủy bộc bố (Thác nước Bạch Thủy),...
Theo Trần Diễn, thơ của Trân cùng dòng với Đỗ Phủ, Hàn Dũ, nhưng vẫn có sự khác biệt: “Vượt qua tiền nhân nhưng chưa trải qua cảnh ngộ của họ. Trông như người ta nhưng khó nhìn ra trạng huống của họ, học Đỗ, Hàn mà chẳng mô phỏng Đỗ, Hàn.” . Chính vì thế thơ của Trân cũng có nhiều bài chứa đựng nội dung sâu xa, ngôn từ cách tân, được Trần Diễn nhận xét “Bắt chước ‘Nam sơn’ của Xương Lê mà biến hóa ra” (Xương Lê là hiệu của Hàn Dũ); VD: Chánh nguyệt bồi Lê Tuyết Lâu cữu du Bích Tiêu động tác (Tháng giêng theo cậu Lê Tuyết Lâu chơi động Bích Tiêu làm thơ), Ngũ Cái sơn nghiễn thạch ca (Bài ca về đá làm nghiên (mực) của núi Ngũ Cái), Lưu biệt Trình Xuân Hải thị lang (Đưa tiễn thị lang Trình Xuân Hải), Anh mộc thi (thơ về Anh mộc ), Tịch nguyệt nhập nhị nhật khiển tử Du, quý đệ chi Kỳ Giang Xuy Giác bá thủ Hán Lư Phong bi thạch ca dĩ tống chi (Ngày 22 tháng chạp, sai con Du và em út đi đập Xuy Giác thuộc sông Kỳ, lấy bài ca bia đá Lư Phong đời Hán để tặng họ), An Quý Vinh thiết chung hành (Hành chuông sắt của An Quý Vinh),...
Thơ của Trân về lượng thì không nhiều, nhưng theo Trần Diễn, là đủ để trở thành một bậc tông sư: “Sào Kinh sào thi sao của Trịnh Tử Doãn Trân là biện – miện  của ông ta,... Thẩm Ất Am, Trần Tán Nguyên hiện nay, thật là lưu phái của ông.”  Lương Khải Siêu viết lời bạt cho Sào Kinh sào thi sao đã nói: “Phạm Bá Tử, Trần Tán Nguyên đều là người kế thừa của ông.” ; lại nói: “Người đời đều khen thơ của Tử Doãn có thể lập riêng môn hộ, tác giả đời Thanh đều không bằng. Theo cái nhìn riêng, đồng hương của tôi là Lê Nhị Tiều có thể sánh được . Dựng khuôn chọn lời , có chỗ độc đáo, tham ý (khiến) cảnh hẹp.”. Hồ Tiên Túc trong bài Độc Trịnh Trân Sào Kinh sào thi sao (Đọc Sào Kinh sào thi sao của Trịnh Trân) ca ngợi Trân là nhà thơ số một của đời Thanh .
Trân cũng giỏi cổ văn, Ông Đồng Thư viết lời tự cho Văn tập của ông , nói: “Cổ (xưa cũ) sáp (trúc trắc) áo (sâu xa) diễn (tươi tốt), phần lớn noi theo phong cách của chư tử đời Tiên Tần về trước, Cấp trủng trụy giản , văn tự trên ván, bia đời Lưỡng Hán và Phong thiện ký của Mã Đệ Bá .” Lại nói: “Còn phỉ (tấm tức) trắc (xót xa) trầm (thâm trầm) chí (mạnh mẽ) tựa như Chấn Xuyên .”
Trước tác văn học của Trân còn lại ngày nay:
- Sào Kinh sào thi tập, hiện còn 6 quyển, xem tại đây
- Xư kiển phả, xem tại đây
- Sào Kinh sào văn tập, hiện còn 4 quyển, xem tại đây

Ngoài ra trong thời gian để tang mẹ (Lê mẫu mất năm 1840), Trân biên soạn Mẫu giáo lục.